# Appolonie Nibona
Appolonie Nibona ist eine burundische Diplomatin. Sie war von 2021 bis 2024 Botschafterin ihres Landes in Berlin. Zuvor war sie von 2018 bis 2021 Direktorin im burundischen Ministerium für Finanzen, Steuern und Währungen.

## Akkreditierungen
Nibona wurde am 21. Juni 2021 als Nachfolgerin von Else Nizigama Ntamagiro zur außerordentlichen und bevollmächtigten Botschafterin der Republik Burundi in Deutschland akkreditiert. Am 25. Januar 2022 erhielt Nibona die Nebenakkreditierung als nichtresidierende Botschafterin für die Republik Österreich. Anfang 2024 wurde sie im Amt der Botschafterin von Annonciata Sendazirasa abgelöst.